# Jacmaia incana
Jacmaia es un género monotípico de plantas herbáceas perteneciente a la familia de las asteráceas. Su única especie: Jacmaia incana, es originaria de  Jamaica.

## Taxonomía
Jacmaia incana fue descrita por (Sw.) B.Nord.    y publicado en Opera Botanica 44: 66, f. 30. 1978.
Sinonimia
- Cineraria incana Sw. basónimo[4]